# Xavier Becerra
Xavier Becerra (Sacramento, 26 de enero de 1958) es un abogado y político estadounidense. Fue el 25.º secretario de Salud y Servicios Humanos de los Estados Unidos desde 2021 hasta 2025 bajo la presidencia de Joe Biden. 
Becerra se desempeñó anteriormente como fiscal general de California desde enero de 2017 hasta marzo de 2021, y como representante del Partido Demócrata en la Cámara de Representantes de los Estados Unidos desde 1993 hasta 2017. Representó el 31.er distrito del Congreso del estado de California cuyos límites quedan completamente dentro de la ciudad de Los Ángeles.

## Biografía
Becerra nació en Sacramento, California de padres inmigrantes mexicanos de clase obrera. Estudió en la Universidad de Salamanca en 1978-1979, obteniendo su licenciatura (B.A.) de la Universidad de Stanford y su doctorado de derecho (J.D.) de la escuela de derecho de Stanford. Trabajó como abogado y después en la oficina del senador Art Torres.

### Origen y educación
- Nació en Sacramento de padres inmigrantes mexicanos de clase trabajadora.

- Cursó estudios en la C. K. McClatchy High School y realizó un intercambio en la Universidad de Salamanca (1978–1979).

- Obtuvo el título de Bachelor of Arts en Economía (1980) y el Juris Doctor (1984) en Stanford University.

### Primeros pasos en el derecho
Tras titularse, trabajó como abogado en la firma Arthur Torres (1986–1990) y luego como asistente del senador estatal Art Torres. Más tarde fue subdirector de la Procuraduría General de California.

### Carrera Legislativa
Estado de California (distrito 59) en 1990 y ejerció hasta 1992.
- En 1992 accedió por primera vez a la Cámara de Representantes de Estados Unidos, donde sirvió de 1993 a 2017. Representó sucesivamente el 30.º (1993–2003), el 31.º (2003–2013) y el 34.º distrito (2013–2017) de California.

- Ocupó cargos de liderazgo: fue vicechair del Caucus Demócrata en la Cámara (2007–2013) y luego chair (2013–2017). Además presidió el Congressional Hispanic Caucus (1997–1999).

### Fiscal general de California
Nombrado por el gobernador Jerry Brown, Becerra asumió el cargo el 24 de enero de 2017, sucediendo a Kamala Harris. Durante su gestión impulsó demandas contra políticas federales, amplió la lucha contra el cambio climático y fortaleció la defensa de los derechos civiles hasta marzo de 2021.

### Secretario de Salud y Servicios Humanos
Confirmado en marzo de 2021 bajo la presidencia de Joe Biden, dirigió el Departamento de Salud y Servicios Humanos hasta enero de 2025, supervisando la respuesta al COVID-19, la mejora de coberturas de salud y la protección de programas como Medicaid y Medicare.

### Vida personal
Está casado con la doctora Carolina Reyes y tiene tres hijas. Practica el catolicismo y es el primer miembro de su familia con educación universitaria de grado y posgrado.

## Vida política
Luego pasó a servir como Subdirector de la Procuraduría General del estado de California. Becerra sirvió como representante en la Asamblea del estado de California durante un ciclo electoral antes de tomar su puesto en la Cámara de Representantes.
Becerra se presentó como candidato para el puesto de alcalde de Los Ángeles en 2001. Ganó 6% de los votos en la primera votación, un porcentaje más bajo que los de Joel Wachs y del antiguo Jefe de la Asamblea del estado de California, Antonio Villaraigosa y del ganador de la elección, James Hahn.
Es el único miembro del Congreso del sur de California con puesto en el comité gubernamental que supervisa las decisiones y la legislación en materia de finanzas. Becerra se presenta frecuente como invitado en el programa de televisión sobre política llamado Kudlow & Company. Fue protagonista en The Colbert Report, en el segmento "Mejor conocer un distrito", el 17 de agosto de 2006.
Becerra es representante en el 110.º Congreso de los Estados Unidos. Consideró presentarse como candidato al puesto de Jefe del Comité Demócrata en la Cámara de Representantes, pero optó por no hacerlo cediéndole el puesto a John Larrson. Poco después Rahm Emanuel decidió presentarse como candidato para el puesto. También fue nominado como posible presidente del Comité Demócrata para la campaña al Congreso. Pronunció la respuesta de los demócratas, en inglés y español, al Presidente George W. Bush en 2007 después de su discurso sobre el estado de la unión.

## Fiscal General de California
Becerra fue Fiscal General de California, y como tal llevó el caso de Naasón Joaquín García líder de la Iglesia La Luz del Mundo, el cual culminó con un acuerdo entre fiscalía y acusado dejando fuera a los acusadores, eximiendo de algunos cargos y otorgando condena de García por  abuso sexual infantil, todo esto sucedió en California.